# الانتحار بحرق الفحم

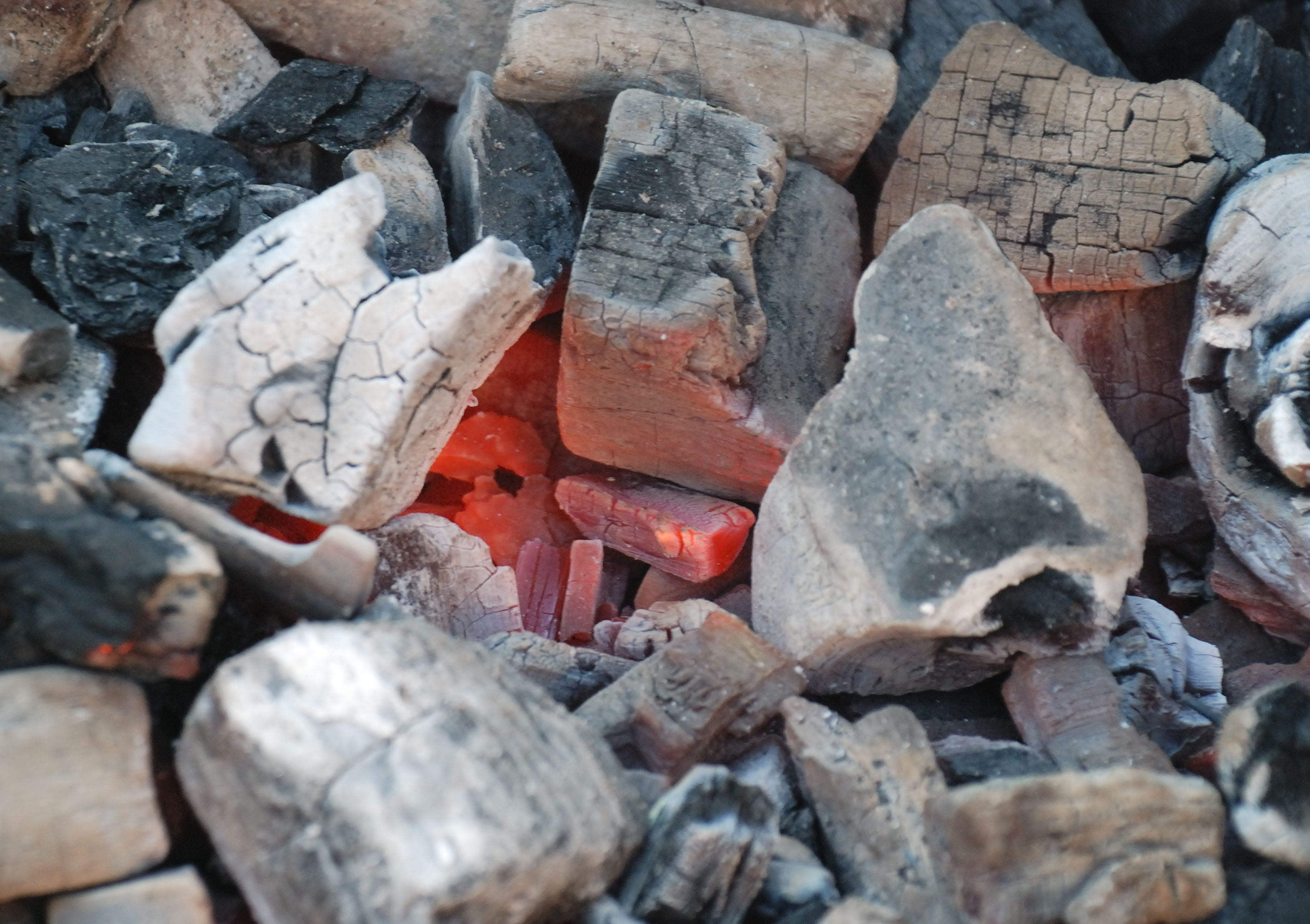

الانتحار بحرق الفحم هو ارتكاب الانتحار عن طريق حرق الفحم في غرفة مغلقة. وهذا الأسلوب في الانتحار مشابه لأسلوب الانتحار بالاختناق بالغاز الخامل.